# Festung Norwegen

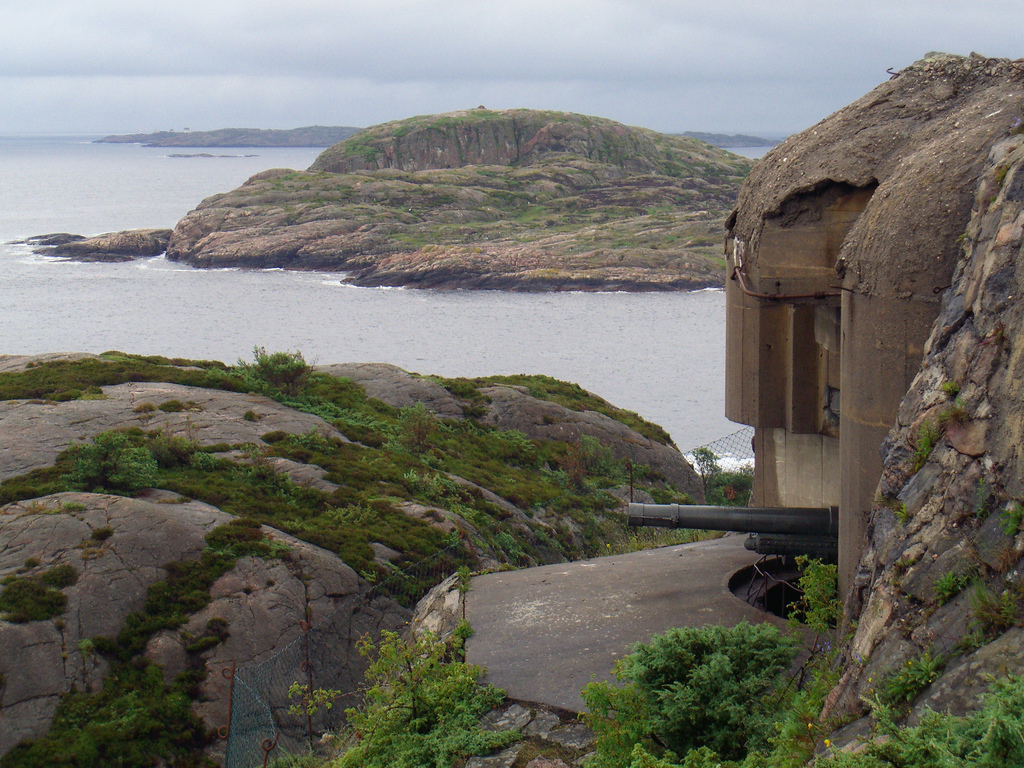
Un bunker à Ny-Hellesund.

Pour les articles homonymes, voir Norwegen (homonymie).
Festung Norwegen (littéralement : « Forteresse Norvège ») était une section du mur de l'Atlantique. Elle est composée de constructions antérieures à l'invasion allemande et de bunkers construits par l'organisation Todt et l'Einzatzgruppe wiking, surtout à partir de 1941. La Festung Bergen en constituait une partie.

## Généralités

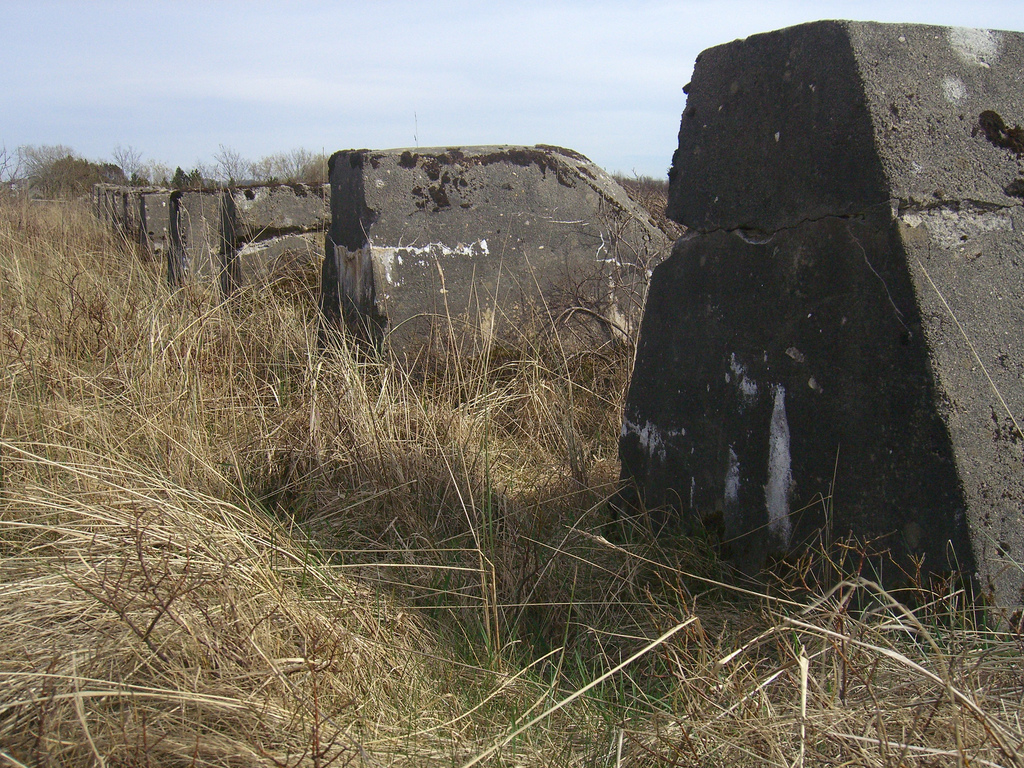
Obstacles anti-tank à Brusand.

La défense des côtes norvégiennes, toutes organisations confondues, employait 65 000 soldats allemands en 1945. De nombreux camps de formation et d'entraînement avaient été mis en place dans l'Oslofjord. De nombreux accidents dus à l'état des canons, souvent des prises de guerre, firent plus de 100 morts parmi les soldats allemands. En raison de la difficulté des tâches, de la rigueur du climat et du relief, les soldats étaient renvoyés chez eux au moins deux fois par an.
La conquête rapide de la Norvège laissa aux Allemands de très nombreuses mitrailleuses lourdes et légères Madsen et Colt. Les mortiers et les mines étaient très utilisés ainsi que les armes antichar. Certaines batteries avaient des lance-flammes contrôlables à distance mais ceux-ci n'avaient que 40 secondes d'autonomie.
De nombreux chars français Somua[Lesquels ?] ou Hotchkiss étaient placés dans les zones des batteries. La 25e Panzerdivision était opérationnelle en 1942 pour résister à une éventuelle invasion alliée ou pour envahir la Suède. Lente et mal équipée, elle reçut dès le printemps 1943 des Panzer III et IV. En juin, la division comprenait 7 PzKw II, 41 PzKw III, 16 PzKw IV, 40 Hotchkiss, 15 Somua, and 15 StuG. En juillet, 14 PzKw II, 62 PzKw III, et 26 PzKw IV. La division fut déplacée et quitta la Norvège par la suite, sauf le 1. Abteilung, Panzer-Regiment 9.
À Stavanger fut créée en 1943 la Beutepanzerkompanie Stavanger, pour tenter de combler l'absence de la 25e PD en attendant la création de la Panzer-Division Norwegen, en novembre 1943. Celle-ci fut d'abord nommée Panzer-Brigade Norwegen et devint ensuite une division, mais elle n'avait cette importance que de nom. Elle comprenait la BeutePzKp Stavanger ainsi que des Panzer III et IV.

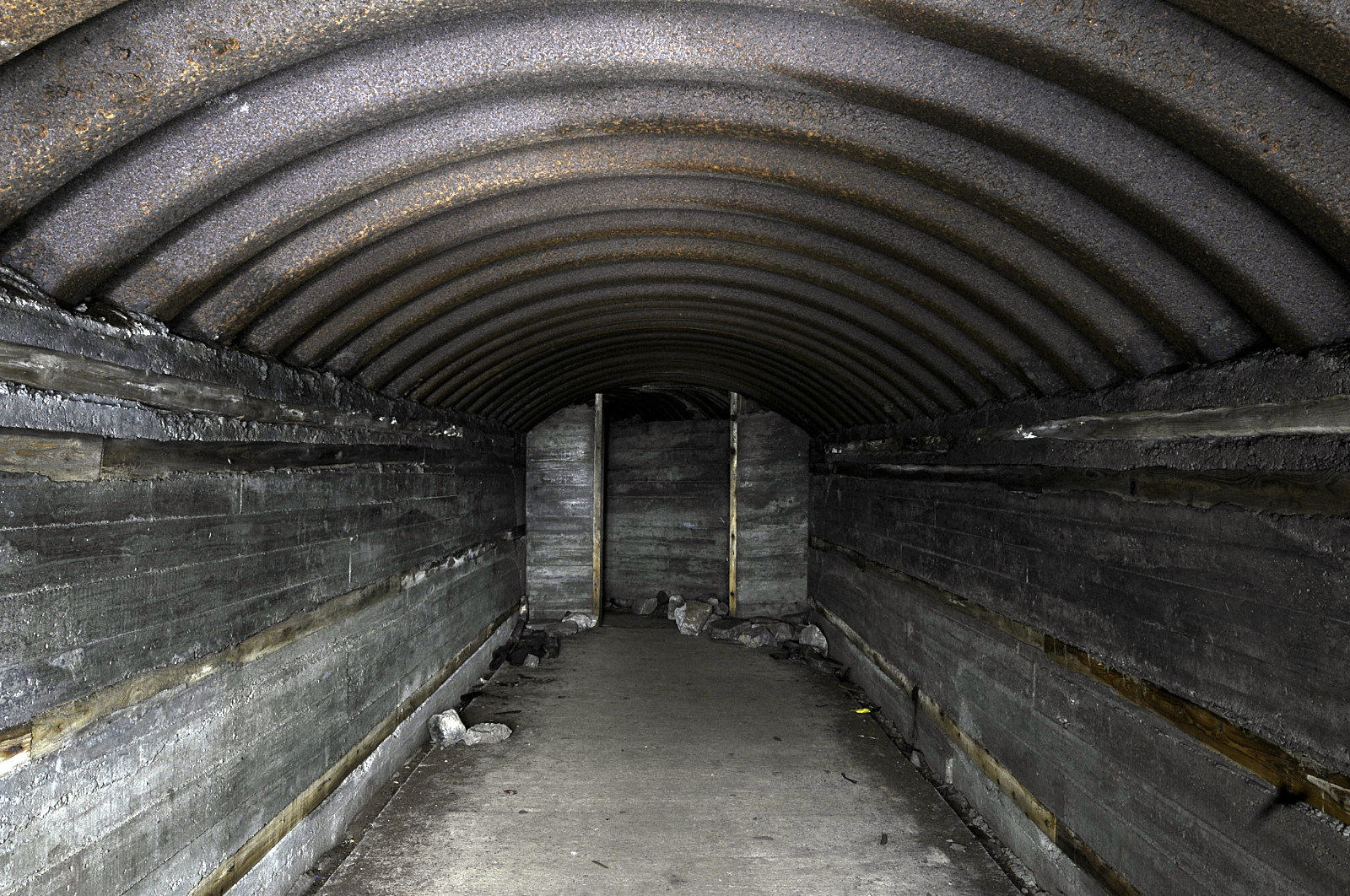
Intérieur d'un bunker à Justøy.

Les chantiers titanesques lancés sur les côtes norvégiennes forcèrent les Allemands à amener des prisonniers russes et serbes, l'organisation Todt et les travailleurs locaux n'étant pas assez nombreux. Excepté dans l'Arctique et dans des zones très localisées, les installations n'ont jamais connu l'épreuve du feu et sont pour la plupart toujours en place. La topographie déchirée des côtes norvégiennes les a définitivement ancrées dans le paysage. Cette partie du mur de l'Atlantique est aussi celle qui comprend le plus de tunnels et galeries.

## Marineartillerie-Abteilungen

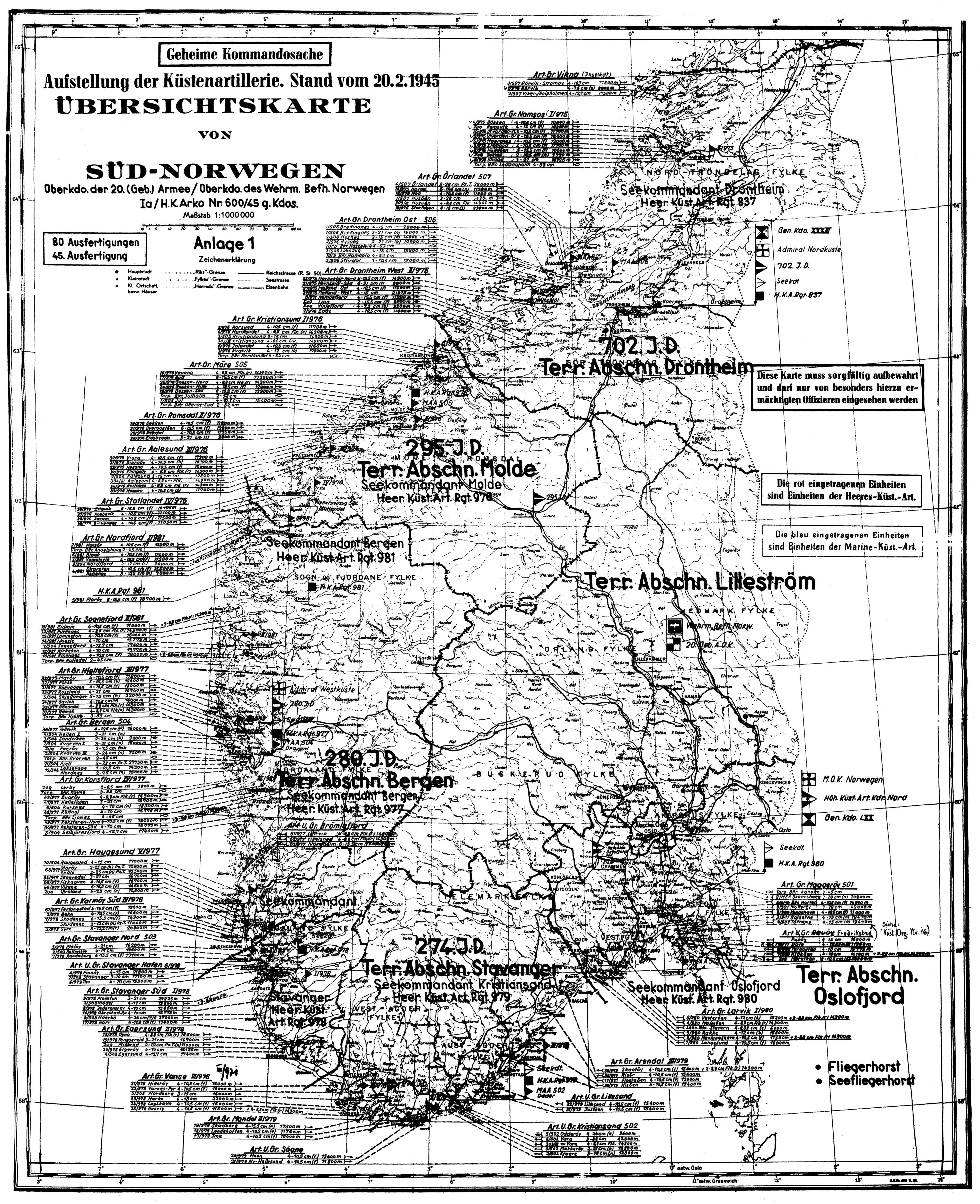
Carte allemande de l'artillerie du sud de la Norvège en février 1945.

En Norvège la défense des côtes passait par une organisation compliquée et instable. Juste après l'invasion furent créées les MarineArtillerie-Abteilungen, grosses unités d'artillerie de la Kriegsmarine réparties géographiquement et au nombre de six :
- MAA Horten
- MAA Kristiansand
- MAA Stavanger
- MAA Bergen
- MAA Drontheim (Trondheim en Allemand).
- MAA Narvik

Au cours de la guerre, le nombre de ces unités fut augmenté et elles portaient chacune un numéro spécifique, à partir de 500. Il en a existé une vingtaine. Les MAA 709 et 710 étaient d'anciens navires norvégiens convertis en batteries statiques.
Une MAA était généralement dirigée par un korvettenkapitän, et plus rarement par un fregattenkapitän ou un kapitänleutnant.
Ces unités étaient divisées en compagnies, chaque compagnie gérant une batterie (Marine-Küsten-Batterie, MKB). Il y avait en général six MKB dans une MAA mais cela pouvait varier de deux à douze.
- Organisation du personnel d'une MKB en 1941.
  - Commandant de batterie : 1 officier avec pistolet.
  - Chauffeur :  1 soldat avec fusil.
  - Commandant en second : 1 officier avec pistolet.
  - Observation : 1 NCO avec pistolet.
  - Range operateurs : 2 NCOs avec pistolets.
  - Calculation platoon : 1 NCO avec fusil (commandant de peloton, aussi officier armes chimiques).
  - Équipe HQ : 4 soldats avec fusils manœuvraient le 3-m range finder.
  - Motard : 1 soldat avec fusil et moto.
  - Radio NCO : 1 NCO avec fusil.
  - Opérateurs radio : 6 soldats avec fusils.
  - Sergent-chef : 1 NCO avec pistolet.
  - Commandants de peloton : 2 NCOs avec pistolet.
  - Officier médecin : 1 NCO avec pistolet et moto.
  - Équipe de canonniers : 16 soldats, 15 avec fusils, 1 avec pistolet.
  - Mitrailleurs : 2 équipes avec pistolets mitrailleurs et pistolets.
  - Équipe munitions : 8 soldats avec fusils.
  - Maintenance des armes : 1 soldat avec pistolet.
  - Cuisiniers : 2 soldats avec fusils.
  - Assistant intendant : 1 soldat avec fusil.
  - Conducteurs : 2 soldats avec fusils, 2 camions d'1,5T.
  - Équipe HGM : 3 soldats avec pistolets.

## Heeresküstenartillerie-regimenter  et Heeresküstenartillerie-Abteilungen
En 1941, avec la construction de nouvelles batteries, apparurent les unités d'artillerie de la Wehrmacht, Heeresküstenartillerie-regimenter (HKAR), Heeresküstenartillerie-Abteilungen (HKAA) et 160 Heeresküsten-Batterien (HKB). Au total, 221 batteries divisées en 29 unités et 10 régiments à la fin de la guerre.

## Artilleriegruppe
L'existence de deux systèmes différents, ayant leurs propres commandements et subdivisions, posa de sérieux problèmes lorsqu'il fallut faire fonctionner le tout. De plus, les batteries, qu'elles soient de marine (MKB) ou de l'armée (HKR) étaient regroupées en groupes d'artillerie (artilleriegruppe) et placées sous le commandement général de la Wehrmacht ou de la Kriegsmarine. C'est-à-dire qu'une MKB appartenant à une MAA de la marine pouvait être sous le commandement d'une HKAA ou une HKAR de la Wehrmacht aux côtés de batteries HKR. À l'inverse, une HKR de l'armée pouvait être sous un commandement de MAA, donc de la marine.
Par exemple, l'Artilleriegruppe Sognefjord commandé par l'HKAA II/981, donc par la Wehrmacht, comprenait en 1941 6 HKR, 1 MKB 7/504 (sous-division de MAA 504 Bergen) et une batterie lance-torpilles rattachée à la MAA 504 Bergen.
À l'inverse, l'Artilleriegruppe Örlandet était commandé par la MAA 507, donc par la marine, et comprenait en 1940 MKB 1/507. Plus tard, 3 HKR et une autre MKB furent intégrées au groupe.

## FLAK et radars
Les unités de DCA, souvent indépendantes des deux organisation précédentes, étaient généralement armées de canons de 88 mm, 105 mm, 75 mm et 22 mm. L'usage de la MG34 sur affût antiaérien était aussi largement répandu, surtout pour la défense rapprochée. Toutes les batteries étaient équipées de projecteurs de 60 à 200 cm, maniés par trois hommes, qui étaient utilisés aussi bien pour des cibles aériennes que maritimes. La FLAK pouvait être commandée par la Luftwaffe ou la Kriegsmarine, selon les batteries.
La Luftwaffe et la Kriegsmarine firent un usage massif du radar en Norvège, avec des appareils plus ou moins puissants, dont le plus perfectionné était le Boulogne.

## Mines
Voici les chiffres concernant certains champs de mines marines posés en Norvège par les Sperrwaffenkommandos.